# Theridion akron
Theridion akron là một loài nhện trong họ Theridiidae.
Loài này thuộc chi Theridion. Theridion akron được Herbert Walter Levi miêu tả năm 1959.